# Триша Рейбърн
Триша Рейбърн (на английски: Tricia Rayburn) е американска писателка на бестселъри в жанра паранормален любовен роман и юношеска литература. Пише и под псевдонима Т. Р. Бърнс (на английски: T R Burns).

## Биография и творчество
Родена е на 13 януари 1978 г. в Ривърхед, Ню Йорк, САЩ. Завършва колежа „Мидълбъри“ през 1996 г. и получава магистърска степен по изкуства от университета в Лонг Айлънд през 2005 г. Първата си книга, „The Melting of Maggie Bean“, от поредицата за юноши „Маги Бийн“, издадена през 2007 г., тя започва като проект за дипломната си работа.
Работи като координатор на връзките с обществеността, административен сътрудник и като редактор на списание. Едновременно с това тя продължава да пише.
През 2010 г. е публикуван първият ѝ паранормален любовен роман „Сирена“ от едноименната поредица. Той става бестселър и прави писателката известна. След него тя напуска работата си и се посвещава на писателската си кариера.
Триша Рейбърн живее със семейството си в източен Лонг Айлънд.

## Произведения

### Като Триша Рейбърн

#### Самостоятелни романи
- Ruby's Slippers (2010)

#### Серия „Маги Бийн“ (Maggie Bean)
1. The Melting of Maggie Bean (2007)
2. Maggie Bean Stays Afloat (2008)
3. Maggie Bean in Love (2009)

#### Серия „Сирена“ (Siren Trilogy)
1. Siren (2010)
Сирена, изд.: „Егмонт България“, София (2011), прев. Анелия Янева
2. Undercurrent (2011) – издаден и като „Pulse“
Мъртво вълнение, изд.: „Егмонт България“, София (2011), прев. Анелия Янева
3. Dark Water (2012) – издаден и като „Abyss“
Черни води, изд.: „Егмонт България“, София (2012), прев. Анелия Янева

### Като Т. Р. Бърнс

#### Серия „Заслугите на Непослушко“ (Merits of Mischief)
1. The Bad Apple (2012)
2. A World of Trouble (2013)
3. Watch Your Step (2014)